# Trolejbusy w Rzymie
Trolejbusy w Rzymie (wł. Rete filoviaria di Roma) − system komunikacji trolejbusowej będący częścią sieci transportu publicznego miasta i gminy Rzym. Działa od 2005 roku, aktualnie składa się z trzech linii (60, 74 i 90).
W latach 1937–1972 Rzym był obsługiwany przez dużo bardziej rozbudowaną sieć trolejbusową, największą wtedy we Włoszech oraz jedną z największych w Europie.

## Historia

### Pierwszy system trolejbusowy (1937–1972)
Pierwsza trasa rzymskiego systemu trolejbusowego została zainaugurowana 8 stycznia 1937 r. W późniejszych latach system ten został znacznie rozbudowany kosztem konwencjonalnych autobusów, które były wówczas uważane za wolne i niewygodne.
Po zawieszeniu usług trolejbusowych z powodu II wojny światowej system został przywrócony i rozbudowany w okresie powojennym, osiągając maksymalną długość 137 km w 1957 r.
W latach 60. system trolejbusowy (a także rzymska sieć tramwajowa) był uważany za przestarzały i kosztowny w utrzymaniu. Trasy trolejbusów zostały zatem szybko zastąpione konwencjonalnymi autobusami.
W dniu 2 lipca 1972 r. zaprzestano obsługę na ostatniej ocalałej trasie oryginalnego systemu trolejbusowego, linii  nr. 47 (Porto di Ripetta – Santa Maria della Pietà).

### Obecny system (od 2005 r.)
Na początku XXI wieku administracja miejska Rzymu postanowiła ograniczyć zanieczyszczenie powietrza poprzez ograniczenie ruchu samochodowego oraz wzmocnienie miejskiego transportu publicznego w centrum Rzymu, a zwłaszcza tych form transportu publicznego napędzanych prądem elektrycznym. Administracja postanowiła ulepszyć sieć tramwajową (która w rzeczywistości została zmniejszona) i przywrócić trolejbusy na najpopularniejszych trasach autobusowych.
23 marca 2005 r. trolejbusy przejęły obsługę trasy 90 Express, a 1 grudnia 2008 r. powstała trasa 90D Express, jednak od 18 czerwca 2012 r. została zawieszona. W dniu 8 lipca 2019 r. została otwarta nowa linia trolejbusowa nr 74. Biegnie specjalnym korytarzem od stacji metra Laurentina do Fonte Laurentina.

## Linie

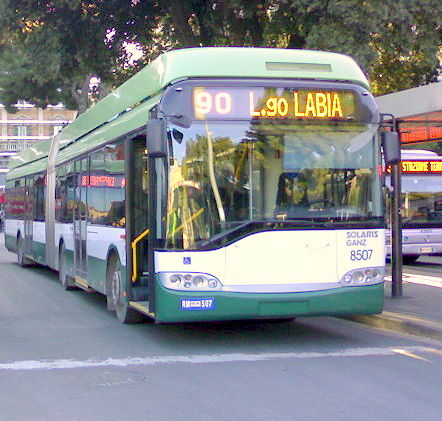
Trolejbus w okolicy dworca Roma Termini

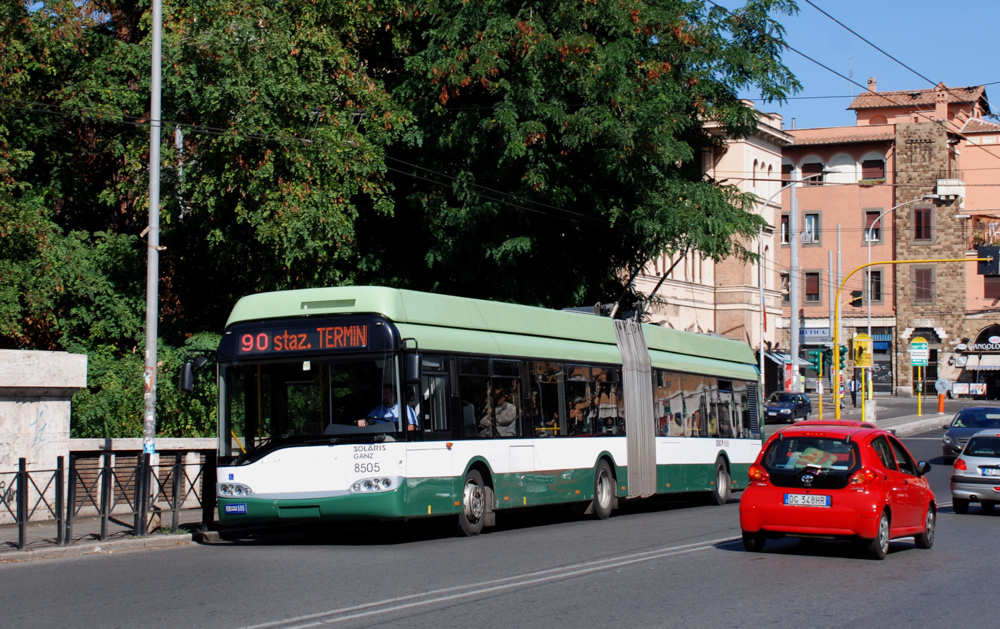
Solaris Tramino 18 na Via Nomentana

- 90 Express Roma Termini ↔ Largo F. Labia (11,5 km);

Odcinek trasy od stacji Termini do Porta Pia nie jest zelektryfikowany, ponieważ uznano, że podwójne przewody trakcyjne oszpecą ulice w centrum miasta. W tej części trasy trolejbusy zasilane są z pokładowych akumulatorów, które są automatycznie ładowane wzdłuż odcinków, na których znajdują się przewody.
- 60 Express Largo Pugliese – Piazza Venezia (zelektryfikowana tylko między Porta Pia i Piazza Sempione);
- 74 Metro Laurentina – Fonte Laurentina (5,5 km);

## Flota trolejbusowa
Trolejbusy używane do obsługi obecnego systemu to przegubowe Solarisy Trollino 18, z wyposażeniem elektrycznym dostarczonym przez spółkę Škoda Transport i Ganz Transelektro. Są wyposażone w system akumulatorów umożliwiający pracę na niezelektryfikowanym odcinku od dworca Termini do Porta Pia.
Ponadto w 2010 r. zakupiono 45 BredaMenarinibus Avancity HTB. Avancity są wyposażone w generator prądu z silnikiem Diesla i wyposażenie elektryczne Škoda Transportation.